# David Langford

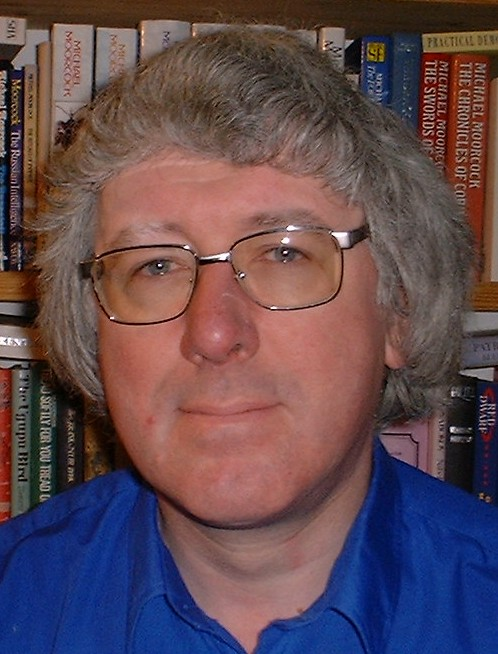
David Langford

David Langford (Newport, Monmouthshire, 10 april 1953) is een Brits sciencefictionschrijver en criticus.  Hij publiceert de SF-nieuwsbrief Ansible.
Langford studeerde natuurkunde aan de Universiteit van Oxford. Zijn eerste baan was natuurkundige bij het Atomic Weapons Establishment, die hij later parodieerde in The Leaky Establishment.
Langford is bekend vanwege zijn parodieën. In de verzamelbundel He Do the Time Police in Different Voices worden verschillende SF, fantasy- en detectiveschrijvers op de hak genomen. Twee romans, geschreven met John Grant, parodiëren het rampenverhaal (Earthdoom!) en horror (Guts!).
Hij won de Hugo Award voor beste kort verhaal in 2001 met het serieuze Different Kinds of Darkness. Langford ontving 19 Hugo's als beste fan schrijver en 6 voor Ansible als beste tijdschrift voor fans.
David Langford leidt met SF-schrijver Christopher Priest een klein softwarebedrijf, Ansible Information.

## Gedeeltelijke bibliografie
- The Space Eater (1982 - SF roman)
- The Leaky Establishment (1984 - parodieroman)
- Earthdoom! (1987 - parodieroman)
- He Do the Time Police in Different Voices (2003 - parodieën)
- Up Through an Empty House of Stars (2003 - kritieken)
- Different Kinds of Darkness (2004 - SF verzamelbundel)